# Westwood Motorsport Park
Der Westwood Motorsport Park war eine Motorsport-Rennstrecke in Coquitlam in der kanadischen Provinz British Columbia.

## Geschichte
Die Strecke entstand aus der Idee des Sports Car Club of British Columbia, welcher 1957 entschied, die Mittel für den Bau eines permanenten Rundkurses aufzubringen. Sie war zu dem Zeitpunkt ihrer Eröffnung im Jahr 1959 die erste eigens gebaute permanente Rennstrecke in Kanada. Zu den bekannten Rennfahrern, die dort aktiv waren, zählen Mario Andretti und Gilles Villeneuve.
1980 wurde die bis dato als Westwood Racing Circuit bekannte Strecke in Westwood Motorsport Park umbenannt und war unter anderem Austragungsort der Formel Atlantic. Dank der vielen Rennserien, welche dort Rennen veranstalteten, erfreute sich die Anlage großer Beliebtheit, doch die erhöhte Nachfrage nach Unterkünften in der Umgebung bedeute das Ende der Strecke. 1990 wurde sie stillgelegt und das Gelände für neue Wohnungen umgebaut.

## Die Strecke
Die 2,897 Kilometer lange Strecke zeichnete sich durch mehrere Steil- und Haarnadelkurven aus und führte durch Hügel und den angrenzenden Wald. Die auch als Carousel bekannte Kurve 1 war eine besondere Herausforderung für die Fahrer und führte zu häufigen Unfällen.